# Liste der Kulturdenkmäler in Bad Homburg vor der Höhe
Die folgende Liste enthält die in der Denkmaltopographie ausgewiesenen Kulturdenkmäler auf dem Gebiet  der  Stadt Bad Homburg vor der Höhe, Hochtaunuskreis, Hessen.
Hinweis: Die Reihenfolge der Denkmäler in dieser Liste orientiert sich zunächst an Stadtteilen und anschließend der Anschrift, alternativ ist sie auch nach der Bezeichnung, der vom Landesamt für Denkmalpflege vergebenen Nummer oder der Bauzeit sortierbar.
Kulturdenkmäler werden fortlaufend im Denkmalverzeichnis des Landes Hessen durch das Landesamt für Denkmalpflege Hessen auf Basis des Hessischen Denkmalschutzgesetzes (HDSchG) geführt. Die Schutzwürdigkeit eines Kulturdenkmals hängt nicht von der Eintragung in das Denkmalverzeichnis des Landes Hessen oder der Veröffentlichung in der Denkmaltopographie ab.

Die Kulturdenkmäler der einzelnen Ortsteile mit eigener Gemarkung sind in eigenen Listen enthalten:
- Liste der Kulturdenkmäler in Dornholzhausen
- Liste der Kulturdenkmäler in Gonzenheim
- Liste der Kulturdenkmäler in Kirdorf
- Liste der Kulturdenkmäler in Ober-Erlenbach
- Liste der Kulturdenkmäler in Ober-Eschbach

## Stadtteil Bad Homburg Kernstadt

### Gesamtanlagen
| Bild            | Bezeichnung                          | Lage | Beschreibung | Bauzeit | Objekt-Nr. |
| --------------- | ------------------------------------ | --- | --- | ------- | ---------- |
| Bild gesucht BW | Bereich Gymnasiumstraße              | Bad Homburg, Castillostraße: 3, 7, 9/11, 13/15, 17/19 8, 10 (KD), 12/14, 16, 22/24/26 Gymnasiumstraße: 3 (KD), 5, 7, 9 4/6, 8/10, 12/14 (KD), 16, 18/20 Landgrafenstraße: 24, 24a, 24b (KD), 26 (KD), 28/30 (KD), 32, 32a Ottilienstraße: 1, 3, 5, 7, 9/11, 2a, 2/4, 6 (KD)/8 (KD), 10, 12/14 Untere Brendelstraße: 3, 5/7, 9, 11/11a, 15, 17 2, 4, 6, 8, 10, 12, 14, 16/18 Lage | |         | 7480 DDB   |
| Bild gesucht BW | Gesamtanlage Höhestraße              | Bad Homburg, Alte Mauergasse: 1; Castillostraße: 1a; Elisabethenstraße; Höhestraße: 7–29, 2–38; Neue Mauerstraße: 7–13, 2–16; Obergasse: 1–19, 8–24; Seifengasse Lage | |         | 7474 DDB   |
| Bild gesucht BW | Urseler Straße                       | Bad Homburg Lage | |         | 7488 DDB   |
| Bild gesucht BW | Altstadt und Teilbereich Neustadt    | Bad Homburg Lage | |         | 7468 DDB   |
| Bild gesucht BW | Gesamtanlage historisches Kurviertel | Bad Homburg Lage | Das historische Kurviertel ist eine seit der Zeit um 1840 planmäßig angelegte Erweiterung der landgräflichen Residenz- und aufstrebenden Kurstadt Bad Homburg. | um 1840 | 926437 DDB |
| Bild gesucht BW | Im Hasensprung                       | Bad Homburg Lage | |         | 7484 DDB   |
| Bild gesucht BW | Neustadt                             | Bad Homburg Lage | |         | 7470 DDB   |
| Bild gesucht BW | Teilbereich Kurviertel               | Bad Homburg Lage | Die Gesamtanlage umfasst ein im Osten der neustädtischen Hauptachse, der Louisenstraße, angesiedeltes Stadtgebiet. Es setzt im Norden an die barocke Stadterweiterung im Bereich des ehemaligen Obertores an und wird im Süden vom Schwedenpfad begrenzt. Unter anderem umfasst es die Jägerkaserne |         | 7472 DDB   |
| Bild gesucht BW | Untere Louisenstraße                 | Bad Homburg Lage | |         | 7476 DDB   |

### A
| Bild                                     | Bezeichnung                              | Lage | Beschreibung | Bauzeit                                                                              | Objekt-Nr. |
| ---------------------------------------- | ---------------------------------------- | --- | --- | ------------------------------------------------------------------------------------ | ---------- |
| weitere Bilder                           | Landgrafen-Denkmal                       | Bad Homburg, Adelheitswert (Tannenwaldallee) LageFlur: 29, Flurstück: 103/18 | | 1870                                                                                 | 8402 DDB   |
| Fachwerkwohnhaus                         | Fachwerkwohnhaus                         | Bad Homburg, Alte Mauergasse 8 LageFlur: 10, Flurstück: 100 | | 1695 bis 1705                                                                        | 7496 DDB   |
| Brücke mit Turm und zwei Brückenhäuschen | Brücke mit Turm und zwei Brückenhäuschen | Bad Homburg, Altgasse, Schlossplatz, Ritter-von-Marx-Brücke, Mußbachstraße, Hinter den Rahmen, Burggasse LageFlur: 12, Flurstück: 126/2, 154/3, 173/7, 202/1, 214/3, 241/1, 241/3, 243/2, 243/3, 246/2, 248/2 | | 1905 Architekt Ludwig Hofmann, Bauleitung Stadtbaurat Jöhrens und Bauassessor Suckow | 8297 DDB   |
| weitere Bilder                           | Villa                                    | Bad Homburg, Am Elisabethenbrunnen 4 LageFlur: 35, Flurstück: 40/4 | | 1911                                                                                 | 7528 DDB   |
| Fachwerkwohnhaus                         | Fachwerkwohnhaus                         | Bad Homburg, Am Mühlberg 1 LageFlur: 14, Flurstück: 30 | | 1844                                                                                 | 7544 DDB   |
| Fachwerkwohnhaus                         | Fachwerkwohnhaus                         | Bad Homburg, Am Mühlberg 11a LageFlur: 14, Flurstück: 46/3 | | 1861 bis 1871                                                                        | 7546 DDB   |
| Fachwerkwohnhaus                         | Fachwerkwohnhaus                         | Bad Homburg, Am Mühlberg 19 LageFlur: 14, Flurstück: 49 | |                                                                                      | 7548 DDB   |
| Fachwerkwohnhaus                         | Fachwerkwohnhaus                         | Bad Homburg, Am Mühlberg 21 LageFlur: 14, Flurstück: 50/1 | | Ende 18. Jahrhundert                                                                 | 7550 DDB   |
| Fachwerkwohnhaus                         | Fachwerkwohnhaus                         | Bad Homburg, Am Mühlberg 23 LageFlur: 14, Flurstück: 52 | | Ende 18. Jahrhundert                                                                 | 30575 DDB  |
| Fachwerkwohnhaus                         | Fachwerkwohnhaus                         | Bad Homburg, Am Mühlberg 27c LageFlur: 14, Flurstück: 54/1 | | Anfang 18. Jahrhundert                                                               | 8503 DDB   |
| Fachwerkwohnhaus                         | Fachwerkwohnhaus                         | Bad Homburg, Am Mühlberg 39 LageFlur: 14, Flurstück: 97/60 | |                                                                                      | 7555 DDB   |
| Fachwerkwohnhaus                         | Fachwerkwohnhaus                         | Bad Homburg, Am Mühlberg 53 LageFlur: 14, Flurstück: 101/65 | | Anfang 18. Jahrhundert                                                               | 7557 DDB   |
| Fachwerkwohnhaus                         | Fachwerkwohnhaus                         | Bad Homburg, Am Mühlberg 55 LageFlur: 14, Flurstück: 66 | |                                                                                      | 7559 DDB   |
| Fachwerkwohnhaus                         | Fachwerkwohnhaus                         | Bad Homburg, Am Mühlberg 57 LageFlur: 14, Flurstück: 67/7 | | Anfang 18. Jahrhundert                                                               | 7561 DDB   |
| Bild gesucht BW                          | Lindenallee am historischen Sülzertalweg | Bad Homburg, Am Wingertsberg, Sülzenloch LageFlur: 8, Flurstück: 17/2, 17/3 | Die Lindenallee ist eine Parkanlage am Anfang des Sülzertalweges und verbindet den Kurpark mit dem Hardtwald. 2015 wurde die Anlage unter Denkmalschutz gestellt | 1877/78                                                                              | 404805     |
| Bild gesucht BW                          | Villa mit Garage und Gartenanlage        | Bad Homburg, Am Wingertsberg 4, Am Wingertsberg, Sülzenloch, Sülzertalweg LageFlur: 1, 8, 35, Flurstück: 1/82, 16/8, 17/2, 17/3, 2/39                                                                         | | 1948                                                                                 | 950329 DDB |
| Wohnhaus                                 | Wohnhaus                                 | Bad Homburg, Audenstraße 1 LageFlur: 16, Flurstück: 23 | | 1865                                                                                 | 7571 DDB   |
| Nebengebäude                             | Nebengebäude                             | Bad Homburg, Audenstraße 1a LageFlur: 16, Flurstück: 24/1 | | 1865                                                                                 | 7569 DDB   |
| Wohnhaus                                 | Wohnhaus                                 | Bad Homburg, Audenstraße 3 LageFlur: 16, Flurstück: 22 | | 1865                                                                                 | 7573 DDB   |
| Wohnhaus                                 | Wohnhaus                                 | Bad Homburg, Audenstraße 5 LageFlur: 16, Flurstück: 21 | | 1865                                                                                 | 7575 DDB   |
| Wohnhaus                                 | Wohnhaus                                 | Bad Homburg, Audenstraße 9 LageFlur: 16, Flurstück: 19 | | 1865                                                                                 | 7577 DDB   |
| Wohnhaus                                 | Wohnhaus                                 | Bad Homburg, Audenstraße 14 LageFlur: 15, Flurstück: 45/2 | | 1860 bis 1870                                                                        | 7579 DDB   |
| Villa                                    | Villa                                    | Bad Homburg, Augustaallee 2 LageFlur: 35, Flurstück: 93/38 | | 1901                                                                                 | 7581 DDB   |
| weitere Bilder                           | Kurpark, Das Achtziger - Denkmal         | Bad Homburg, Augustaallee 8 (Kaiser-Friedrich-Promenade) LageFlur: 35, Flurstück: 10/16 | Am 22. August 1926 enthülltes Denkmal für die im Ersten Weltkrieg Gefallenen aus dem "Infanterie-Regiment Nr. 80"                                                | 1926                                                                                 | 8025 DDB   |
| weitere Bilder                           | Kurpark, Landgrafen - Denkmal            | Bad Homburg, Augustaallee 8 (Kaiser-Friedrich-Promenade) LageFlur: 35, Flurstück: 10/16 | | 1906                                                                                 | 8023 DDB   |
| weitere Bilder                           | Kurpark, Elisabethenbrunnen              | Bad Homburg, Augustaallee 10 (Kaiser-Friedrich-Promenade) LageFlur: 35, Flurstück: 10/16 | | 1837                                                                                 | 7987 DDB   |
| Kurpark, Wandelhalle                     | Kurpark, Wandelhalle                     | Bad Homburg, Augustaallee 10 (Kaiser-Friedrich-Promenade) LageFlur: 35, Flurstück: 10/16 | |                                                                                      | 8002 DDB   |
| Bild gesucht BW                          | Kurpark, Ehrentafel Dr. Trapp            | Bad Homburg, Augustaallee 10 (Kaiser-Friedrich-Promenade) LageFlur: 35, Flurstück: 10/16 | | 1934                                                                                 | 8029 DDB   |
| Kurpark, Bildnis Marie Blanc             | Kurpark, Bildnis Marie Blanc             | Bad Homburg, Augustaallee (Kaiser-Friedrich-Promenade) LageFlur: 35, Flurstück: 10/16 | |                                                                                      | 8037 DDB   |

### B
| Bild             | Bezeichnung                | Lage                                                                                  | Beschreibung                 | Bauzeit       | Objekt-Nr. |
| ---------------- | -------------------------- | ------------------------------------------------------------------------------------- | ---------------------------- | ------------- | ---------- |
| Bild gesucht BW  | Wohnhaus                   | Bad Homburg, Bommersheimer Weg 101 LageFlur: 26, Flurstück: 128/2, 155/125            |                              | 1825 bis 1875 | 7599 DDB   |
| weitere Bilder   | Kurpark, Landgrafenbrunnen | Bad Homburg, Brunnenallee (Kaiser-Friedrich-Promenade) LageFlur: 35, Flurstück: 10/16 |                              | 1899          | 7991 DDB   |
| Schulturm        | Schulturm                  | Bad Homburg, Burggasse o. Nr. LageFlur: 12, Flurstück: 86/2                           | Schulturm oder Stumpfer Turm |               | 7607 DDB   |
| Keilstein        | Keilstein                  | Bad Homburg, Burggasse o. Nr. LageFlur: 12, Flurstück: 248/2                          |                              |               | 7609 DDB   |
| Fachwerkwohnhaus | Fachwerkwohnhaus           | Bad Homburg, Burggasse 6 LageFlur: 12, Flurstück: 342/206                             |                              | 1725 bis 1775 | 7611 DDB   |

### C
| Bild     | Bezeichnung | Lage                                                          | Beschreibung                                                           | Bauzeit                | Objekt-Nr. |
| -------- | ----------- | ------------------------------------------------------------- | ---------------------------------------------------------------------- | ---------------------- | ---------- |
| Turm     | Turm        | Bad Homburg, Castillostraße 1f LageFlur: 10, Flurstück: 14/3  | Turm der ehemaligen Actien-Brauerei Homburg v. d. Höhe, heute Wohnhaus | Anfang 19. Jahrhundert | 7615 DDB   |
| Wohnhaus | Wohnhaus    | Bad Homburg, Castillostraße 10 LageFlur: 11, Flurstück: 159/3 |                                                                        | 1904                   | 7617 DDB   |

### D
| Bild                                                 | Bezeichnung                                          | Lage                                                                   | Beschreibung | Bauzeit        | Objekt-Nr. |
| ---------------------------------------------------- | ---------------------------------------------------- | ---------------------------------------------------------------------- | --- | -------------- | ---------- |
| Evangelischer Friedhof mit Kapelle                   | Evangelischer Friedhof mit Kapelle                   | Bad Homburg, Dietigheimer Straße 30 LageFlur: 9, Flurstück: 552/2      | | 1647           | 8322 DDB   |
| weitere Bilder                                       | Erlöserkirche                                        | Bad Homburg, Dorotheenstraße 1 LageFlur: 14, Flurstück: 120/1          | | 1908           | 7633 DDB   |
| Wohnhaus                                             | Wohnhaus                                             | Bad Homburg, Dorotheenstraße 3 LageFlur: 14, Flurstück: 82/3           | Das Haus ist seit 1930 Pfarrhaus bzw. Gemeindezentrum der Erlöserkirche. Der im Stil des zweiten Barock überformte Ursprungsbau ist ein zweigeschossiges über hohem Keller stehendes Wohnhaus. Das Walmdach weist straßenseitig Zwerchhaus und Gauben auf. Das fünfachsige Haus ist mit auch überdachten Segmentbogenfenstern ausgestattet und horizontal durch Gesimse gegliedert. Mittels Balkon und Porte fenêtre auf der Zentralachse wird die Front akzentuiert. |                | 7635 DDB   |
| Wohnhaus                                             | Wohnhaus                                             | Bad Homburg, Dorotheenstraße 4 LageFlur: 15, Flurstück: 95/1           | Dieses um 1770 errichtetes Wohnhaus mit Mansarddach weist eine langgezogene, siebenachsige Fassade auf Anlässlich der Renovierung von 1972 wurde eine Toreinfahrt neu geschaffen. Die Horizontalgliederung der hell verputzten Front erfolgt durch Sockelzone und profiliertem Gesims in Buntsandstein, aus dem auch die Fenstergewände des Erdgeschosses gefertigt sind.                                                                                             | 1765 bis 1775  | 7637 DDB   |
| Turnhalle / ehemalige französisch-reformierte Kirche | Turnhalle / ehemalige französisch-reformierte Kirche | Bad Homburg, Dorotheenstraße 5 LageFlur: 14, Flurstück: 140/4          | Das Haus wurde als französisch-reformierte Kirche erbaut, lange Zeit als Turnhalle genutzt und wird derzeit zum Ausstellungshaus umgebaut. | 1723           | 7639 DDB   |
| Denkmal Schudt                                       | Denkmal Schudt                                       | Bad Homburg, Dorotheenstraße (bei Nr. 5) LageFlur: 14, Flurstück: 71/1 | Ebenfalls unter Denkmalschutz steht das am 21. Oktober 1910 an der Außenwand der Turnhalle angebrachte Denkmal für Georg Schudt (1830-1890). Mit dem, ebenfalls von Kacobi gestalteten Relief wurde der Buchdruckereibesitzer, Herausgeber des Taunusboten, Mitbegründer des Turnvereins, der Freiwilligen Feuerwehr und Gründungsmitglied des Homburger Taunusclub Georg Schudt geehrt. Der Bronzeguss erfolgte durch die Firma Knodt, Frankfurt-Bockenheim.         |                | 7641 DDB   |
| Wohnhaus                                             | Wohnhaus                                             | Bad Homburg, Dorotheenstraße 10 LageFlur: 15, Flurstück: 127/4         | Das Haus wurde 1716 als Wohnhaus und Apotheke erbaut, war Sitz der Hutfabrik Ph. Möckel, der Erfinderin des Homburgers und ist heute privates Wohnhaus. | 1716           | 7645 DDB   |
| Wohnhaus                                             | Wohnhaus                                             | Bad Homburg, Dorotheenstraße 11 LageFlur: 14, Flurstück: 7/3           | Das charakterlich gut erhaltene, barocke Wohnhaus ist ein zweigeschossiger, rückwärtig erschlossener Bau unter Mansardwalmdach. Das verputzte Fachwerkhaus hat fünf Achsen und eine durch den Zusammenzug der seitlichen Öffnungen mittig betonte Hauptfassade. Es wird heute als Katholisches Bezirksbüro (Bischof-Ketteler-Haus) genutzt. | 1715           | 7647 DDB   |
| weitere Bilder                                       | Wohnhaus und Nebengebäude                            | Bad Homburg, Dorotheenstraße 12 LageFlur: 15, Flurstück: 91            | Das Haus war das Geburtshaus von Louis Jacobi und wurde von ihm umgestaltet. | 1719           | 7649 DDB   |
| Wohnhaus                                             | Wohnhaus                                             | Bad Homburg, Dorotheenstraße 13 LageFlur: 14, Flurstück: 9             | ein barocker Ursprungsbau von 1715 mit in originaler Disposition, in Frontmitte, befindlichem Eingang. Es handelt sich um das Pfarrhaus der katholischen Kirchgemeinde. | 1715           | 7651 DDB   |
| weitere Bilder                                       | St. Marienkirche                                     | Bad Homburg, Dorotheenstraße 17 LageFlur: 14, Flurstück: 8, 10         | Die katholische Hauptkirche der Stadt wurde am 14. August 1895 eingeweiht. | 1889-1895      | 7653 DDB   |
| Ehemaliges Rathaus und Amtsgericht                   | Ehemaliges Rathaus und Amtsgericht                   | Bad Homburg, Dorotheenstraße 22 LageFlur: 16, Flurstück: 58/3          | Stadtbibliothek Bad Homburg in der Dorotheenstraße 22. Das Gebäude wurde um 1820 als Justizgebäude erbaut und bis 1965 als Amtsgericht genutzt. Seit 1975 ist es Stadtbibliothek. | 1819/1830/1901 | 7655 DDB   |
| Wohnhaus                                             | Wohnhaus                                             | Bad Homburg, Dorotheenstraße 25/27 LageFlur: 14, Flurstück: 15/1, 16/1 | |                | 7657 DDB   |
| Wohnhaus                                             | Wohnhaus                                             | Bad Homburg, Dorotheenstraße 29/31 LageFlur: 14, Flurstück: 17/1, 18/2 | |                | 7659 DDB   |
| Wohnhaus                                             | Wohnhaus                                             | Bad Homburg, Dorotheenstraße 33/35 LageFlur: 14, Flurstück: 31, 32     | | 1845 bis 1855  | 7661 DDB   |
| Wohnhaus                                             | Wohnhaus                                             | Bad Homburg, Dorotheenstraße 43 LageFlur: 14, Flurstück: 127/35        | | 1846           | 7663 DDB   |
| Wohnhaus                                             | Wohnhaus                                             | Bad Homburg, Dorotheenstraße 47 LageFlur: 14, Flurstück: 37/3          | | 1841 bis 1851  | 7665 DDB   |

### E
| Bild            | Bezeichnung                     | Lage                                                                         | Beschreibung                                         | Bauzeit                | Objekt-Nr. |
| --------------- | ------------------------------- | ---------------------------------------------------------------------------- | ---------------------------------------------------- | ---------------------- | ---------- |
| Bild gesucht BW | Eisenbahnbrücke                 | Bad Homburg, Eisenbahn LageFlur: 9, Flurstück: 75/1                          | Dreibogiger Sandsteinviadukt über den Kirdorfer Bach | 1895                   | 952378 DDB |
| weitere Bilder  | ehem. Jüdisches Gemeindezentrum | Bad Homburg, Elisabethenstraße 8, Höhestraße 7 LageFlur: 11, Flurstück: 77/2 |                                                      | 1877                   | 7810 DDB   |
| Wohnhaus        | Wohnhaus                        | Bad Homburg, Elisabethenstraße 14 LageFlur: 11, Flurstück: 70                |                                                      | Ende 19. Jahrhundert   | 7667 DDB   |
| weitere Bilder  | Wohnhaus                        | Bad Homburg, Elisabethenstraße 19 LageFlur: 15, Flurstück: 149/7             |                                                      | Anfang 19. Jahrhundert | 7669 DDB   |
| Wohnhaus        | Wohnhaus                        | Bad Homburg, Elisabethenstraße 19a LageFlur: 15, Flurstück: 7/2              |                                                      | 1835 bis 1845          | 7671 DDB   |
| Wohnhaus        | Wohnhaus                        | Bad Homburg, Elisabethenstraße 25 LageFlur: 15, Flurstück: 4/2               |                                                      | 1795 bis 1805          | 7673 DDB   |
| Wohnhaus        | Wohnhaus                        | Bad Homburg, Elisabethenstraße 26 LageFlur: 11, Flurstück: 60                |                                                      | 1852 bis 1862          | 7675 DDB   |
| Wohnhaus        | Wohnhaus                        | Bad Homburg, Elisabethenstraße 27 LageFlur: 15, Flurstück: 3/1               |                                                      | 1857                   | 7677 DDB   |
| Wohnhaus        | Wohnhaus                        | Bad Homburg, Elisabethenstraße 29 LageFlur: 15, Flurstück: 1/1               |                                                      | 1857                   | 7679 DDB   |
| Wohnhaus        | Wohnhaus                        | Bad Homburg, Elisabethenstraße 36 LageFlur: 11, Flurstück: 51                |                                                      | 1867                   | 7681 DDB   |
| Wohnhaus        | Wohnhaus                        | Bad Homburg, Elisabethenstraße 38 LageFlur: 11, Flurstück: 50                |                                                      | 1867                   | 7683 DDB   |
| Wohnhaus        | Wohnhaus                        | Bad Homburg, Elisabethenstraße 39 LageFlur: 15, Flurstück: 43/1              |                                                      | 1859 bis 1869          | 7685 DDB   |
| Wohnhaus        | Wohnhaus                        | Bad Homburg, Elisabethenstraße 42 LageFlur: 11, Flurstück: 47                |                                                      | 1865                   | 7687 DDB   |
| Wohnhaus        | Wohnhaus                        | Bad Homburg, Elisabethenstraße 43 LageFlur: 15, Flurstück: 45/1              |                                                      |                        | 7689 DDB   |
| Wohnhaus        | Wohnhaus                        | Bad Homburg, Elisabethenstraße 45 LageFlur: 16, Flurstück: 18                |                                                      | 1865                   | 7691 DDB   |
| Wohnhaus        | Wohnhaus                        | Bad Homburg, Elisabethenstraße 47 LageFlur: 16, Flurstück: 17                |                                                      | 1865                   | 7693 DDB   |

### F
| Bild                         | Bezeichnung                           | Lage                                                                      | Beschreibung | Bauzeit              | Objekt-Nr. |
| ---------------------------- | ------------------------------------- | ------------------------------------------------------------------------- | --- | -------------------- | ---------- |
| Wohnhaus                     | Wohnhaus                              | Bad Homburg, Ferdinandstraße 1 LageFlur: 18, Flurstück: 76                | | 1864 bis 1874        | 7695 DDB   |
| Wohnhaus                     | Wohnhaus                              | Bad Homburg, Ferdinandstraße 2 LageFlur: 18, Flurstück: 54                | | 1864                 | 7697 DDB   |
| Wohnhaus                     | Wohnhaus                              | Bad Homburg, Ferdinandstraße 3 LageFlur: 18, Flurstück: 77/1              | | 1865 bis 1875        | 7699 DDB   |
| Wohnhaus                     | Wohnhaus                              | Bad Homburg, Ferdinandstraße 4 LageFlur: 18, Flurstück: 53                | | 1864                 | 7701 DDB   |
| Wohnhaus                     | Wohnhaus                              | Bad Homburg, Ferdinandstraße 5 LageFlur: 18, Flurstück: 78/1              | |                      | 7703 DDB   |
| Wohnhaus                     | Wohnhaus                              | Bad Homburg, Ferdinandstraße 6 LageFlur: 18, Flurstück: 52                | | 1864                 | 7705 DDB   |
| weitere Bilder               | Wohnhaus                              | Bad Homburg, Ferdinandstraße 7 LageFlur: 18, Flurstück: 78/2              | | 1865 bis 1875        | 7707 DDB   |
| Wohnhaus                     | Wohnhaus                              | Bad Homburg, Ferdinandstraße 8 LageFlur: 18, Flurstück: 51                | |                      | 7709 DDB   |
| Wohnhaus                     | Wohnhaus                              | Bad Homburg, Ferdinandstraße 9 LageFlur: 18, Flurstück: 73/1              | | Ende 19. Jahrhundert | 7711 DDB   |
| Wohnhaus                     | Wohnhaus                              | Bad Homburg, Ferdinandstraße 10 LageFlur: 18, Flurstück: 50               | | 1864                 | 7713 DDB   |
| Wohnhaus                     | Wohnhaus                              | Bad Homburg, Ferdinandstraße 11 LageFlur: 18, Flurstück: 72               | | 1895 bis 1905        | 7715 DDB   |
| Wohnhaus                     | Wohnhaus                              | Bad Homburg, Ferdinandstraße 12 LageFlur: 18, Flurstück: 49               | | 1866                 | 7717 DDB   |
| weitere Bilder               | Konzerthalle / ehem. Englische Kirche | Bad Homburg, Ferdinandstraße 16 LageFlur: 18, Flurstück: 46/2             | | 1868                 | 7719 DDB   |
| Denkmal Landgräfin Elizabeth | Denkmal Landgräfin Elizabeth          | Bad Homburg, Ferdinandstraße 16 LageFlur: 18, Flurstück: 46/2             | Büste der "englische" Landgräfin Elisabeth von Großbritannien, Irland und Hannover (1770–1840), aufgrund Heirat Landgräfin von Hessen-Homburg. | 1908                 | 7721 DDB   |
| Wohnhaus                     | Wohnhaus                              | Bad Homburg, Ferdinandstraße 17 LageFlur: 18, Flurstück: 69/1             | | Ende 19. Jahrhundert | 7723 DDB   |
| Bild gesucht BW              | Wohnhaus                              | Bad Homburg, Ferdinandstraße 17a LageFlur: 18, Flurstück: 69/2            | |                      | 926433 DDB |
| Wohnhaus                     | Wohnhaus                              | Bad Homburg, Ferdinandstraße 18 LageFlur: 18, Flurstück: 44/2             | | 1864                 | 7725 DDB   |
| Wohnhaus                     | Wohnhaus                              | Bad Homburg, Ferdinandstraße 19 LageFlur: 18, Flurstück: 81/1             | | 1845 bis 1855        | 7727 DDB   |
| Wohnhaus                     | Wohnhaus                              | Bad Homburg, Ferdinandstraße 20 LageFlur: 18, Flurstück: 43/1             | |                      | 7729 DDB   |
| Wohnhaus                     | Wohnhaus                              | Bad Homburg, Ferdinandstraße 21 LageFlur: 18, Flurstück: 82/1             | |                      | 7731 DDB   |
| Wohnhaus                     | Wohnhaus                              | Bad Homburg, Ferdinandstraße 23 LageFlur: 18, Flurstück: 83               | |                      | 7733 DDB   |
| Wohnhaus                     | Wohnhaus                              | Bad Homburg, Ferdinandstraße 24 LageFlur: 18, Flurstück: 40               | | 1864                 | 7735 DDB   |
| Wohnhaus                     | Wohnhaus                              | Bad Homburg, Ferdinandstraße 26 LageFlur: 18, Flurstück: 39               | | 1864                 | 7737 DDB   |
| Wohnhaus                     | Wohnhaus                              | Bad Homburg, Ferdinandstraße 30 LageFlur: 18, Flurstück: 105              | |                      | 7739 DDB   |
| weitere Bilder               | Zeppelinstein                         | Bad Homburg, Flurscheidsweg (beim Kronenhof) LageFlur: 40, Flurstück: 1/1 | 1911 im freien Feld aufgestellt. 2007 an den heutigen Standort versetzt.                                                                       | 1911                 | 8180 DDB   |
| Bild gesucht BW              | Wohnhaus                              | Bad Homburg, Friedrichstraße 4 LageFlur: 18, Flurstück: 74/1              | |                      | 7753 DDB   |
| Villa                        | Villa                                 | Bad Homburg, Friedrichstraße 9 LageFlur: 18, Flurstück: 64/2              | | Ende 19. Jahrhundert | 7755 DDB   |

### G
| Bild                                           | Bezeichnung                                    | Lage | Beschreibung | Bauzeit       | Objekt-Nr. |
| ---------------------------------------------- | ---------------------------------------------- | --- | --- | ------------- | ---------- |
| Bild gesucht BW                                | Siedlung Georg-Speyer-Straße                   | Bad Homburg, Georg-Speyer-Straße 1–9 LageFlur: 34, Flurstück: 461/2, 474/2, 475/2, 477/2, 479/2, 480/2, 481/5, 483/2, 494/2, 495/2, 496/2, 497/2, 498/2 | | 1936          | 926435 DDB |
| Jüdischer Friedhof, Friedhofsgebäude und Mauer | Jüdischer Friedhof, Friedhofsgebäude und Mauer | Bad Homburg, Gluckensteinweg, Gluckensteinweg 50a LageFlur: 9, Flurstück: 1/2, 560/8, 630/1                                                             | Der Jüdische Friedhof besteht seit 1865, die Mauer ist von 1881 und das Gebäude von 1883 nach einem Entwurf von Louis Jacobi. | 1865          | 7765 DDB   |
| Wohnhaus                                       | Wohnhaus                                       | Bad Homburg, Gluckensteinweg 8 LageFlur: 9, Flurstück: 37/5                                                                                             | |               | 7761 DDB   |
| Friedhofskapelle auf Katholischem Friedhof     | Friedhofskapelle auf Katholischem Friedhof     | Bad Homburg, Gluckensteinweg 38 LageFlur: 9, Flurstück: 776/17                                                                                          | Von Louis Jacobi 1878–79 gebaute Friedhofskapelle. 1989–1994 und 2006–10 saniert.                                             | 1879          | 7763 DDB   |
| Bild gesucht BW                                | Wasserwerk                                     | Bad Homburg, Güldensöllerweg 72 LageFlur: 1, Flurstück: 70                                                                                              | | 1855 bis 1865 | 7771 DDB   |
| Ehemaliges Schulgebäude                        | Ehemaliges Schulgebäude                        | Bad Homburg, Gymnasiumstraße 1 LageFlur: 11, Flurstück: 14/5                                                                                            | | 1870          | 7773 DDB   |
| Ehemaliges Schulgebäude                        | Ehemaliges Schulgebäude                        | Bad Homburg, Gymnasiumstraße 3 LageFlur: 11, Flurstück: 14/5                                                                                            | | 1900          | 7775 DDB   |
| Wohnhaus                                       | Wohnhaus                                       | Bad Homburg, Gymnasiumstraße 14 LageFlur: 9, Flurstück: 214/40                                                                                          | | 1898 bis 1908 | 7776 DDB   |

### H
| Bild                      | Bezeichnung               | Lage                                                                           | Beschreibung | Bauzeit                | Objekt-Nr. |
| ------------------------- | ------------------------- | ------------------------------------------------------------------------------ | --- | ---------------------- | ---------- |
| Ruhe                      | Ruhe                      | Bad Homburg, Hammelhans (bei der Saalburgchaussee) LageFlur: 1, Flurstück: 6/1 | Letzte erhaltene Ruhebank aus Buntsandstein für Personen und zum Absetzen derer Tragelasten. Fertiggestellt 1819 | 1819                   | 8308 DDB   |
| weitere Bilder            | Wohnhaus                  | Bad Homburg, Herrngasse 1 LageFlur: 12, Flurstück: 287/215                     | |                        | 7790 DDB   |
| weitere Bilder            | Wohnhaus                  | Bad Homburg, Herrngasse 3 LageFlur: 12, Flurstück: 216/1                       | |                        | 7792 DDB   |
| Wohnhaus                  | Wohnhaus                  | Bad Homburg, Herrngasse 5 LageFlur: 12, Flurstück: 217/1                       | |                        | 7794 DDB   |
| weitere Bilder            | Aussichtsturm Herzberg    | Bad Homburg, Herzbergturm 1 LageFlur: 1, Flurstück: 1/3                        | | 1910                   | 8388 DDB   |
| weitere Bilder            | Hölderlinschule           | Bad Homburg, Hessenring 156 LageFlur: 19, Flurstück: 3/8                       | | 1912                   | 7796 DDB   |
| Villa                     | Villa                     | Bad Homburg, Heuchelheimer Straße 37 LageFlur: 29, Flurstück: 103/34           | | um 1920                | 7798 DDB   |
| Fachwerkwohnhaus          | Fachwerkwohnhaus          | Bad Homburg, Hinter den Rahmen 12/14 LageFlur: 12, Flurstück: 141/1            | | 1745 bis 1755          | 7800 DDB   |
| Fachwerkwohnhaus          | Fachwerkwohnhaus          | Bad Homburg, Hinter den Rahmen 16 LageFlur: 12, Flurstück: 143                 | |                        | 7802 DDB   |
| Fachwerkwohnhaus          | Fachwerkwohnhaus          | Bad Homburg, Hinter den Rahmen 26 LageFlur: 12, Flurstück: 148/5               | | 1695 bis 1705          | 7804 DDB   |
| Wohnhaus                  | Wohnhaus                  | Bad Homburg, Höhestraße 2 LageFlur: 11, Flurstück: 172/12                      | | 1862                   | 7806 DDB   |
| Wohnhaus                  | Wohnhaus                  | Bad Homburg, Höhestraße 6 LageFlur: 11, Flurstück: 10/1                        | | 1845 bis 1855          | 7808 DDB   |
| Wohnhaus                  | Wohnhaus                  | Bad Homburg, Höhestraße 11 LageFlur: 11, Flurstück: 81                         | | 1902                   | 7812 DDB   |
| Wohnhaus und Nebengebäude | Wohnhaus und Nebengebäude | Bad Homburg, Höhestraße 15 LageFlur: 10, Flurstück: 24/5                       | | Anfang 20. Jahrhundert | 7814 DDB   |
| weitere Bilder            | Güterbahnhof              | Bad Homburg, Horexstraße 1 LageFlur: 20, Flurstück: 495                        | Güterbahnhof | 1899                   | 7526 DDB   |

### K
| Bild                                           | Bezeichnung                                    | Lage                                                                                                   | Beschreibung | Bauzeit                | Objekt-Nr. |
| ---------------------------------------------- | ---------------------------------------------- | --- | --- | ---------------------- | ---------- |
| Villa und Nebengebäude                         | Villa und Nebengebäude                         | Bad Homburg, Kaiser-Friedrich-Promenade 6 LageFlur: 11, Flurstück: 18/2                                | | 1840                   | 7850 DDB   |
| Brunnenbecken                                  | Brunnenbecken                                  | Bad Homburg, Kaiser-Friedrich-Promenade 12 LageFlur: 11, Flurstück: 182/22                             | |                        | 7852 DDB   |
| Doppelwohnhaus                                 | Doppelwohnhaus                                 | Bad Homburg, Kaiser-Friedrich-Promenade 12/14 LageFlur: 11, Flurstück: 182/22, 198/21                  | | 1857                   | 7854 DDB   |
| Doppelwohnhaus und Nebengebäude                | Doppelwohnhaus und Nebengebäude                | Bad Homburg, Kaiser-Friedrich-Promenade 15/17 LageFlur: 11, Flurstück: 121/45, 46                      | | 1858                   | 7856 DDB   |
| Villa                                          | Villa                                          | Bad Homburg, Kaiser-Friedrich-Promenade 16 LageFlur: 11, Flurstück: 22/2                               | | 1855                   | 7858 DDB   |
| Wohnhaus                                       | Wohnhaus                                       | Bad Homburg, Kaiser-Friedrich-Promenade 19 LageFlur: 11, Flurstück: 44                                 | | 1863                   | 7860 DDB   |
| Doppelwohnhaus                                 | Doppelwohnhaus                                 | Bad Homburg, Kaiser-Friedrich-Promenade 20/22 LageFlur: 11, Flurstück: 24/3, 25                        | | 1858                   | 7862 DDB   |
| Wohnhaus                                       | Wohnhaus                                       | Bad Homburg, Kaiser-Friedrich-Promenade 21 LageFlur: 11, Flurstück: 43                                 | | 1873                   | 7864 DDB   |
| Doppelwohnhaus und Nebengebäude                | Doppelwohnhaus und Nebengebäude                | Bad Homburg, Kaiser-Friedrich-Promenade 23/25 LageFlur: 11, Flurstück: 41, 42                          | | 1866                   | 7866 DDB   |
| Wohnhaus                                       | Wohnhaus                                       | Bad Homburg, Kaiser-Friedrich-Promenade 27/29 LageFlur: 11, Flurstück: 40                              | | 1871                   | 7868 DDB   |
| weitere Bilder                                 | Villa                                          | Bad Homburg, Kaiser-Friedrich-Promenade 28 LageFlur: 11, Flurstück: 30/1                               | | 1856                   | 7870 DDB   |
| weitere Bilder                                 | Villa                                          | Bad Homburg, Kaiser-Friedrich-Promenade 30 LageFlur: 11, Flurstück: 36                                 | | 1843                   | 7872 DDB   |
| weitere Bilder                                 | Wohnhaus                                       | Bad Homburg, Kaiser-Friedrich-Promenade 35 LageFlur: 11, Flurstück: 37                                 | | 1865                   | 7874 DDB   |
| Wohnhäuser                                     | Wohnhäuser                                     | Bad Homburg, Kaiser-Friedrich-Promenade 37/37a/39/41 LageFlur: 16, Flurstück: 1, 2, 3/1, 4             | | 1864                   | 7876 DDB   |
| Villa                                          | Villa                                          | Bad Homburg, Kaiser-Friedrich-Promenade 43 LageFlur: 16, Flurstück: 97/5                               | | 1862                   | 7878 DDB   |
| weitere Bilder                                 | Wohnhaus                                       | Bad Homburg, Kaiser-Friedrich-Promenade 45 LageFlur: 16, Flurstück: 6/1                                | | 1863                   | 7880 DDB   |
| Villa                                          | Villa                                          | Bad Homburg, Kaiser-Friedrich-Promenade 49/51 LageFlur: 17, Flurstück: 10, 151/11                      | | 1855                   | 7882 DDB   |
| Villa                                          | Villa                                          | Bad Homburg, Kaiser-Friedrich-Promenade 53 LageFlur: 17, Flurstück: 12/7                               | | 1843                   | 7884 DDB   |
| Villa und Nebengebäude                         | Villa und Nebengebäude                         | Bad Homburg, Kaiser-Friedrich-Promenade 57 LageFlur: 17, Flurstück: 111/15                             | | 1857                   | 7886 DDB   |
| weitere Bilder                                 | Villa und Nebengebäude                         | Bad Homburg, Kaiser-Friedrich-Promenade 59/59a LageFlur: 17, Flurstück: 104/16                         | | 1854                   | 7888 DDB   |
| weitere Bilder                                 | Villa und Nebengebäude                         | Bad Homburg, Kaiser-Friedrich-Promenade 61/61a LageFlur: 17, Flurstück: 101/17                         | | 1852                   | 404431 DDB |
|                                                |                                                | Bad Homburg, Kaiser-Friedrich-Promenade 63 LageFlur: 17, Flurstück: 18/1                               | | 1858                   | 7892 DDB   |
| Villa und Nebengebäude                         | Villa und Nebengebäude                         | Bad Homburg, Kaiser-Friedrich-Promenade 65 LageFlur: 17, Flurstück: 19                                 | | 1863                   | 7894 DDB   |
| Villa und Nebengebäude                         | Villa und Nebengebäude                         | Bad Homburg, Kaiser-Friedrich-Promenade 67 LageFlur: 17, Flurstück: 20                                 | | 1853 bis 1863          | 7896 DDB   |
| Villa                                          | Villa                                          | Bad Homburg, Kaiser-Friedrich-Promenade 72 LageFlur: 35, Flurstück: 86                                 | | 1880                   | 7898 DDB   |
| Villa                                          | Villa                                          | Bad Homburg, Kaiser-Friedrich-Promenade 76 LageFlur: 35, Flurstück: 93                                 | | 1863                   | 7900 DDB   |
| Villa                                          | Villa                                          | Bad Homburg, Kaiser-Friedrich-Promenade 77 LageFlur: 18, Flurstück: 18/3                               | | 1795 bis 1805          | 7902 DDB   |
| Villa und Nebengebäude                         | Villa und Nebengebäude                         | Bad Homburg, Kaiser-Friedrich-Promenade 79 LageFlur: 18, Flurstück: 17/1                               | |                        | 7904 DDB   |
| Villa und Nebengebäude                         | Villa und Nebengebäude                         | Bad Homburg, Kaiser-Friedrich-Promenade 80 LageFlur: 35, Flurstück: 94                                 | | 1866                   | 7906 DDB   |
| Villa und Nebengebäude                         | Villa und Nebengebäude                         | Bad Homburg, Kaiser-Friedrich-Promenade 81 LageFlur: 18, Flurstück: 16                                 | | 1865                   | 7908 DDB   |
| Villa mit Seitenflügel                         | Villa mit Seitenflügel                         | Bad Homburg, Kaiser-Friedrich-Promenade 83 LageFlur: 18, Flurstück: 15                                 | | 1864                   | 7910 DDB   |
| weitere Bilder                                 | Kurpark, Russisch-orthodoxe Kirche             | Bad Homburg, Kaiser-Friedrich-Promenade 84 (Kaiser-Friedrich-Promenade) LageFlur: 35, Flurstück: 10/16 | |                        | 8008 DDB   |
| weitere Bilder                                 | Villa                                          | Bad Homburg, Kaiser-Friedrich-Promenade 85 LageFlur: 18, Flurstück: 55                                 | | 1869                   | 7912 DDB   |
| Villa                                          | Villa                                          | Bad Homburg, Kaiser-Friedrich-Promenade 87 LageFlur: 18, Flurstück: 56                                 | | 1865                   | 7914 DDB   |
| Villa                                          | Villa                                          | Bad Homburg, Kaiser-Friedrich-Promenade 89 LageFlur: 18, Flurstück: 57                                 | | 1865                   | 7916 DDB   |
| Villa                                          | Villa                                          | Bad Homburg, Kaiser-Friedrich-Promenade 93 LageFlur: 18, Flurstück: 59                                 | | Ende 19. Jahrhundert   | 7918 DDB   |
| Villa Molitor                                  | Villa Molitor                                  | Bad Homburg, Kaiser-Friedrich-Promenade 95 LageFlur: 18, Flurstück: 60/1                               | | 1795 bis 1805          | 7919 DDB   |
| Villa                                          | Villa                                          | Bad Homburg, Kaiser-Friedrich-Promenade 100 LageFlur: 35, Flurstück: 163/24                            | | 1910                   | 7921 DDB   |
| Wohnhaus                                       | Wohnhaus                                       | Bad Homburg, Kaiser-Friedrich-Promenade 101 LageFlur: 34, Flurstück: 438/3                             | | 1898                   | 7923 DDB   |
| Villa mit Ausstattung                          | Villa mit Ausstattung                          | Bad Homburg, Kaiser-Friedrich-Promenade 103 LageFlur: 34, Flurstück: 7/1                               | | 1890                   | 7925 DDB   |
| weitere Bilder                                 | Villa mit Ausstattung und Park                 | Bad Homburg, Kaiser-Friedrich-Promenade 105 LageFlur: 34, Flurstück: 24/8                              | | 1901 bis 1911          | 7927 DDB   |
| Villa                                          | Villa                                          | Bad Homburg, Kaiser-Friedrich-Promenade 109 LageFlur: 34, Flurstück: 25/1                              | | 1889                   | 7929 DDB   |
| weitere Bilder                                 | Villa                                          | Bad Homburg, Kaiser-Friedrich-Promenade 111 LageFlur: 34, Flurstück: 29/2                              | | Ende 19. Jahrhundert   | 7931 DDB   |
| Bild gesucht BW                                | Villa                                          | Bad Homburg, Kaiser-Friedrich-Promenade 111a LageFlur: 34, Flurstück: 29/2                             | | 1897                   | 7933 DDB   |
| weitere Bilder                                 | Villa mit Garten und Einfriedung               | Bad Homburg, Kaiser-Friedrich-Promenade 125 LageFlur: 34, Flurstück: 242/35                            | | 1890                   | 7937 DDB   |
| Kaiser-Friedrich-Promenade 127                 | Villa mit Einfriedung                          | Bad Homburg, Kaiser-Friedrich-Promenade 127 LageFlur: 34, Flurstück: 35/38                             | | 1899                   | 7941 DDB   |
| Wohnhaus                                       | Wohnhaus                                       | Bad Homburg, Kasernenstraße 1 LageFlur: 11, Flurstück: 57                                              | | 1857                   | 8478 DDB   |
| Wohnhaus                                       | Wohnhaus                                       | Bad Homburg, Kasernenstraße 3 LageFlur: 11, Flurstück: 56                                              | | 1857                   | 8480 DDB   |
| Wohnhaus                                       | Wohnhaus                                       | Bad Homburg, Kasernenstraße 4 LageFlur: 11, Flurstück: 58                                              | | 1852 bis 1862          | 8482 DDB   |
| Wohnhaus                                       | Wohnhaus                                       | Bad Homburg, Kasernenstraße 6 LageFlur: 11, Flurstück: 132/59                                          | | 1857                   | 8484 DDB   |
| Wohnhaus                                       | Wohnhaus                                       | Bad Homburg, Kisseleffstraße 1 LageFlur: 18, Flurstück: 29/5                                           | | 1841                   | 7957 DDB   |
| Wohnhaus                                       | Wohnhaus                                       | Bad Homburg, Kisseleffstraße 1a LageFlur: 18, Flurstück: 98/1                                          | | 1865 bis 1875          | 7951 DDB   |
| Wohnhaus                                       | Wohnhaus                                       | Bad Homburg, Kisseleffstraße 1b LageFlur: 18, Flurstück: 97/1                                          | |                        | 7953 DDB   |
| Wohnhaus und Nebengebäude                      | Wohnhaus und Nebengebäude                      | Bad Homburg, Kisseleffstraße 1c LageFlur: 18, Flurstück: 96/1                                          | |                        | 7955 DDB   |
| weitere Bilder                                 | Wohnhaus                                       | Bad Homburg, Kisseleffstraße 3 LageFlur: 18, Flurstück: 28/4                                           | | 1851                   | 7959 DDB   |
| Wohnhaus                                       | Wohnhaus                                       | Bad Homburg, Kisseleffstraße 5 LageFlur: 18, Flurstück: 27/1                                           | | 1862                   | 7961 DDB   |
| Wohnhaus                                       | Wohnhaus                                       | Bad Homburg, Kisseleffstraße 6, Louisenstraße 80/82 LageFlur: 17, Flurstück: 26/1                      | | 1863 bis 1873          | 8105 DDB   |
| weitere Bilder                                 | Wohnhaus und Nebengebäude                      | Bad Homburg, Kisseleffstraße 7 LageFlur: 18, Flurstück: 26/3                                           | | 1857                   | 7963 DDB   |
| Wohnhaus                                       | Wohnhaus                                       | Bad Homburg, Kisseleffstraße 8 LageFlur: 17, Flurstück: 147/24                                         | |                        | 7965 DDB   |
| Wohnhaus                                       | Wohnhaus                                       | Bad Homburg, Kisseleffstraße 10 LageFlur: 17, Flurstück: 23/2                                          | |                        | 7967 DDB   |
| Wohnhaus                                       | Wohnhaus                                       | Bad Homburg, Kisseleffstraße 11 LageFlur: 18, Flurstück: 24/2                                          | | 1855                   | 7969 DDB   |
| Wohnhaus                                       | Wohnhaus                                       | Bad Homburg, Kisseleffstraße 11a LageFlur: 18, Flurstück: 23/1                                         | | 1855                   | 7971 DDB   |
| Wohnhaus                                       | Wohnhaus                                       | Bad Homburg, Kisseleffstraße 12 LageFlur: 17, Flurstück: 22                                            | |                        | 7973 DDB   |
| Wohnhaus                                       | Wohnhaus                                       | Bad Homburg, Kisseleffstraße 14 LageFlur: 17, Flurstück: 21                                            | |                        | 7975 DDB   |
| Wohnhaus                                       | Wohnhaus                                       | Bad Homburg, Kisseleffstraße 17 LageFlur: 35, Flurstück: 82                                            | | 1857                   | 7977 DDB   |
| Wohnhaus                                       | Wohnhaus                                       | Bad Homburg, Kisseleffstraße 19 LageFlur: 35, Flurstück: 84                                            | | 1843                   | 7979 DDB   |
| Wohnhaus                                       | Wohnhaus                                       | Bad Homburg, Kisseleffstraße 21 LageFlur: 35, Flurstück: 85                                            | | 1865                   | 7981 DDB   |
| Chatelet am Römerbrunnen (ehem. Molkenanstalt) | Chatelet am Römerbrunnen (ehem. Molkenanstalt) | Bad Homburg, Kisseleffstraße 27 LageFlur: 35, Flurstück: 10/16                                         | | 1882                   | 404782 DDB |
| Kurpark, Hasensteine                           | Kurpark, Hasensteine                           | Bad Homburg, Kisseleffstraße 27 (Kaiser-Friedrich-Promenade) LageFlur: 35, Flurstück: 10/16            | In den 1730er Jahren schoss Landgraf Friedrich III. einen Hasen in der beachtlichen Distanz von 190 m.                                                                                          | Anfang 18. Jahrhundert | 8013 DDB   |
| Kurpark, Samariterbrunnen                      | Kurpark, Samariterbrunnen                      | Bad Homburg, Kisseleffstraße 27 (Kaiser-Friedrich-Promenade) LageFlur: 35, Flurstück: 10/16            | | 1915                   | 7997 DDB   |
| Kurpark, Denkmal Agnon                         | Kurpark, Denkmal Agnon                         | Bad Homburg, Kisseleffstraße 27 (Kaiser-Friedrich-Promenade) LageFlur: 35, Flurstück: 10/16            | | 1973                   | 8043 DDB   |
| weitere Bilder                                 | Kurpark, Kaiser-Brunnen                        | Bad Homburg, Kisseleffstraße 35 (Kaiser-Friedrich-Promenade) LageFlur: 35, Flurstück: 10/16            | Diese den Römern schon bekannte Quelle wurde im Jahr 1841/42 neu erbohrt. Mehrere Neufassungen, zuletzt 1977.                                                                                   |                        | 7989 DDB   |
| weitere Bilder                                 | Kurpark, Kaiserin Auguste Viktoria-Brunnen     | Bad Homburg, Kisseleffstraße 35 (Kaiser-Friedrich-Promenade) LageFlur: 35, Flurstück: 10/16            | | 1910                   | 7993 DDB   |
| weitere Bilder                                 | Kurpark, Denkmal Filchner                      | Bad Homburg, Kisseleffstraße 35 (Kaiser-Friedrich-Promenade) LageFlur: 35, Flurstück: 10/16            | | 1930                   | 8027 DDB   |
| Kurpark, Gedenktafel Blanc                     | Kurpark, Gedenktafel Blanc                     | Bad Homburg, Kisseleffstraße 35 (Kaiser-Friedrich-Promenade) LageFlur: 35, Flurstück: 10/16            | | 1983                   | 8035 DDB   |
| Kurpark, Brunnensälchen                        | Kurpark, Brunnensälchen                        | Bad Homburg, Kisseleffstraße 35 (Kaiser-Friedrich-Promenade) LageFlur: 35, Flurstück: 10/16            | |                        | 8000 DDB   |
| weitere Bilder                                 | Kurpark, Kaiser-Wilhelms-Bad                   | Bad Homburg, Kisseleffstraße 45 (Kaiser-Friedrich-Promenade) LageFlur: 35, Flurstück: 10/16            | |                        | 8006 DDB   |
| weitere Bilder                                 | Kurpark, Ludwigsbrunnen                        | Bad Homburg, Kisseleffstraße 45 (Kaiser-Friedrich-Promenade) LageFlur: 35, Flurstück: 10/16            | 1809 von zwei spielenden Kindern wieder entdeckte Heilquelle, die schon den Römern bekannt war. Landgraf Friedrich V. Ludwig veranlasste die Einfassung und der Brunnen wurde nach ihm benannt. | 1836                   | 7985 DDB   |
| Kurpark, Denkmal Kaiser Wilhelm I              | Kurpark, Denkmal Kaiser Wilhelm I              | Bad Homburg, Kisseleffstraße 45 (Kaiser-Friedrich-Promenade) LageFlur: 35, Flurstück: 10/16            | |                        | 8019 DDB   |

### L
| Bild                                      | Bezeichnung                               | Lage | Beschreibung | Bauzeit                | Objekt-Nr. |
| ----------------------------------------- | ----------------------------------------- | --- | --- | ---------------------- | ---------- |
| Bild gesucht BW                           | Villa                                     | Bad Homburg, Leopoldsweg 39 LageFlur: 28, Flurstück: 43/6                                                                                                 | | 1895 bis 1905          | 8055 DDB   |
| Bild gesucht BW                           | Villa mit Ausstattung                     | Bad Homburg, Lindenweg 1 LageFlur: 35, Flurstück: 91/1 | | 1867                   | 8065 DDB   |
| Wohnhaus                                  | Wohnhaus                                  | Bad Homburg, Louisenstraße 1 LageFlur: 12, Flurstück: 230/1                                                                                               | |                        | 8071 DDB   |
| Wohnhaus                                  | Wohnhaus                                  | Bad Homburg, Louisenstraße 3 LageFlur: 12, Flurstück: 231/1                                                                                               | | 1685                   | 8073 DDB   |
| Wohnhaus                                  | Wohnhaus                                  | Bad Homburg, Louisenstraße 4/6 LageFlur: 12, Flurstück: 16/1                                                                                              | | 1685                   | 8075 DDB   |
| Wohnhaus                                  | Wohnhaus                                  | Bad Homburg, Louisenstraße 5 LageFlur: 12, Flurstück: 232/1                                                                                               | Während die Denkmaltopographie noch davon ausging, dass das Haus der zweiten Generation von Häusern an der Louisenstraße angehört, zeigten Untersuchungen des Dachstuhls, dass das Haus aus dem Jahr 1685 stammt und damit zur ersten Generation der Häuser gehört. Es zeigt heute noch die Umrisse und Konstruktion, die damals verwendet wurden, insbesondere die typischen an beiden Seiten abgewalmten Satteldächer. Das Haus sollte ursprünglich 2013 abgerissen werden, wurde jedoch nach den neuen Erkenntnissen unter Denkmalschutz gestellt.                                        |                        | 780592     |
| Wohnhaus                                  | Wohnhaus                                  | Bad Homburg, Louisenstraße 9 LageFlur: 12, Flurstück: 275/235                                                                                             | | 1691                   | 8077 DDB   |
| Wohn- und Geschäftshaus                   | Wohn- und Geschäftshaus                   | Bad Homburg, Louisenstraße 13 LageFlur: 12, Flurstück: 237/1                                                                                              | Das "Renaissancebau mit Holzarchitektur" wurde 1907/08 nach Entwurf von Louis Jacobi errichtet und sollte "Marktlauben" darstellen. Nach außen hin zeigt sich eine historisierende Illusionsarchitektur mit Außengestaltung in Sandstein, Putz und Fachwerk, das eigentliche Gebäude ist hingegen in Beton, Eisenfach und Rabitz erbaut. Das Gebäude, das die gesamte Front des Platzes ausmacht, ist reich mit Bauschmuck und -skulptur versehen. Unter anderem findet man Porträtköpfe von Architekt Jacobi und damaligen Markthändlern. Die Sandsteinarbeiten stammen von August Stenger. | 1908                   | 8081 DDB   |
| Wohn- und Geschäftshaus                   | Wohn- und Geschäftshaus                   | Bad Homburg, Louisenstraße 15/17 LageFlur: 15, Flurstück: 51/4                                                                                            | Die Häuser Louisenstraße 15/17 bilden die Kopfseite des Marktplatzes. Architekt Ludwig Lipp entwarf 1926 klassizistische "Neue Marktlauben". Es handelt sich um ein durch Torbogen mit Nr. 19 verbundenen, schmalen, eingeschossigen Arkadenbau mit relativ flachem Satteldach. Die Arkaden des Siebenachsigen Betongebäudes wurden 1947 geschlossen. | 1926                   | 8083 DDB   |
| Wohn- und Geschäftshaus                   | Wohn- und Geschäftshaus                   | Bad Homburg, Louisenstraße 19 LageFlur: 15, Flurstück: 182/52                                                                                             | Die Südseite des Marktplatzes wird durch das Eckhaus Louisenstraße 19 geprägt. Der ursprüngliche barocke Teil des Hauses stammt aus den Jahren 1685/88. 1855 wurde es zum Einzelhandelsgeschäft (Menges & Mulder) umgebaut und 1883 (Ausbau Mansarddach durch Otto Voltz) modernisiert. 1909 wurde das Eckhaus durch Voltz/Jacobi um einen ländlich-heimatlich historisierenden Jugendstilneubau ergänzt. | 1688                   | 8085 DDB   |
| Wohn- und Geschäftshaus                   | Wohn- und Geschäftshaus                   | Bad Homburg, Louisenstraße 26 LageFlur: 15, Flurstück: 30/11                                                                                              | Am Standort des 1691 gegründeten Gasthauses "Goldene Rose" errichtete Louis Jacobi 1903 ein dreigeschossiges Wohn- und Geschäftshaus mit imposanter, zweizoniger Front. Ähnlich der Marktplatzbebauung, handelt es sich um einen Fachwerk-Bau im Stil des Historismus mit Erker, Giebel und einen hölzernen Laubengang. | 1903                   | 8087 DDB   |
| Wohn- und Geschäftshaus                   | Wohn- und Geschäftshaus                   | Bad Homburg, Louisenstraße 44 LageFlur: 16, Flurstück: 24/3                                                                                               | | 1865                   | 8089 DDB   |
| Wohn- und Geschäftshaus                   | Wohn- und Geschäftshaus                   | Bad Homburg, Louisenstraße 48 LageFlur: 16, Flurstück: 26                                                                                                 | | 1846                   | 8091 DDB   |
| Bad Homburg, Louisenstraße 52             | Wohnhaus                                  | Bad Homburg, Louisenstraße 52 LageFlur: 16, Flurstück: 28/1                                                                                               | | Ende 19. Jahrhundert   | 8093 DDB   |
| weitere Bilder                            | Wohnhäuser                                | Bad Homburg, Louisenstraße 64/64a LageFlur: 17, Flurstück: 1, 34/1                                                                                        | | 1829                   | 8095 DDB   |
| ehem. Kaiserliche Post                    | ehem. Kaiserliche Post                    | Bad Homburg, Louisenstraße 65 LageFlur: 16, Flurstück: 42/5                                                                                               | | 1893                   | 8097 DDB   |
| Wohnhaus                                  | Wohnhaus                                  | Bad Homburg, Louisenstraße 70 LageFlur: 17, Flurstück: 129/32                                                                                             | | 1843                   | 8099 DDB   |
| weitere Bilder                            | Wohnhaus                                  | Bad Homburg, Louisenstraße 74 LageFlur: 17, Flurstück: 121/30                                                                                             | | 1846                   | 8101 DDB   |
| Wohn- und Geschäftshaus                   | Wohn- und Geschäftshaus                   | Bad Homburg, Louisenstraße 79 LageFlur: 17, Flurstück: 142/37, 144/36                                                                                     | | 1855                   | 8103 DDB   |
| Wohnhaus                                  | Wohnhaus                                  | Bad Homburg, Louisenstraße 81 LageFlur: 17, Flurstück: 143/37                                                                                             | |                        | 8107 DDB   |
| weitere Bilder                            | Wohnhaus                                  | Bad Homburg, Louisenstraße 83/83a LageFlur: 17, Flurstück: 82/38, 39/1                                                                                    | |                        | 8109 DDB   |
| Wohnhaus                                  | Wohnhaus                                  | Bad Homburg, Louisenstraße 84 LageFlur: 18, Flurstück: 30                                                                                                 | |                        | 8111 DDB   |
| weitere Bilder                            | Wohn- und Geschäftshäuser                 | Bad Homburg, Louisenstraße 84a/84b LageFlur: 18, Flurstück: 31, 32                                                                                        | |                        | 8113 DDB   |
| Wohn- und Geschäftshaus                   | Wohn- und Geschäftshaus                   | Bad Homburg, Louisenstraße 92 LageFlur: 18, Flurstück: 35/1                                                                                               | |                        | 8119 DDB   |
| weitere Bilder                            | Wohnhaus                                  | Bad Homburg, Louisenstraße 94 LageFlur: 18, Flurstück: 36                                                                                                 | |                        | 8121 DDB   |
| weitere Bilder                            | Wohnhaus                                  | Bad Homburg, Louisenstraße 96 LageFlur: 18, Flurstück: 37                                                                                                 | |                        | 8123 DDB   |
| Wohnhaus                                  | Wohnhaus                                  | Bad Homburg, Louisenstraße 97 LageFlur: 17, Flurstück: 46/2                                                                                               | |                        | 8125 DDB   |
| Louisenstraße 99 (vor der Sanierung 2013) | Wohnhaus                                  | Bad Homburg, Louisenstraße 99 LageFlur: 18, Flurstück: 95                                                                                                 | Das Wohnhaus Louisenstraße 99 in Ecklage zur (verlängerten) Kisseleffstraße wurde nach Bauantrag von 1883 von J.Sauer erbaut. Es handelt sich um ein Beispiel eines strengen, sachlich wirkenden Klassizismus. Der aufwendigster Schmuck bestand in gusseisernen, über der Eckschräge angebrachten, in einem Exemplar noch bestehenden Balkonen. Bis 2012 befand sich in dem Gebäude eine Juweilierhandlung. 2013 wurde das Haus renoviert. Dabei wurden die Sandsteinfassaden der Fenster und Türen nachgebildet und die Stuckdecken wieder freigelegt.                                     |                        | 8127 DDB   |
| Fassade                                   | Fassade                                   | Bad Homburg, Louisenstraße 101 LageFlur: 18, Flurstück: 94/4                                                                                              | |                        | 8129 DDB   |
| Wohnhaus                                  | Wohnhaus                                  | Bad Homburg, Louisenstraße 102 LageFlur: 18, Flurstück: 84/1                                                                                              | |                        | 8131 DDB   |
| Wohnhaus                                  | Wohnhaus                                  | Bad Homburg, Louisenstraße 105 LageFlur: 18, Flurstück: 92                                                                                                | |                        | 8133 DDB   |
| Wohnhaus                                  | Wohnhaus                                  | Bad Homburg, Louisenstraße 109 LageFlur: 18, Flurstück: 90/6                                                                                              | |                        | 8135 DDB   |
| Wohnhaus                                  | Wohnhaus                                  | Bad Homburg, Louisenstraße 111 LageFlur: 18, Flurstück: 89                                                                                                | |                        | 8137 DDB   |
| Villa mit Ausstattung, Park, Nebengebäude | Villa mit Ausstattung, Park, Nebengebäude | Bad Homburg, Louisenstraße 120 LageFlur: 34, Flurstück: 21/1                                                                                              | Villa Hammelmann | 1892                   | 8143 DDB   |
| Bild gesucht BW                           | Wohn- und Geschäftshaus                   | Bad Homburg, Louisenstraße 132a/132b/c LageFlur: 34, Flurstück: 374/50, 375/50, 376/50                                                                    | | Anfang 20. Jahrhundert | 8149 DDB   |
| Schloss und Schlossgarten                 | Schloss und Schlossgarten                 | Bad Homburg, Löwengasse 2, Schlossplatz, Schlossgarten, Schloß, Orangeriegasse 3, 7, Großer Teich LageFlur: 12, 13, Flurstück: 1/10, 2/2, 2/3, 3/1, 214/4 | |                        | 8328 DDB   |
| Wohnhaus                                  | Wohnhaus                                  | Bad Homburg, Löwengasse 7 LageFlur: 15, Flurstück: 100 | | 1850                   | 8067 DDB   |
| weitere Bilder                            | Wohnhaus                                  | Bad Homburg, Löwengasse 15 LageFlur: 15, Flurstück: 96/2                                                                                                  | | 1708                   | 8069 DDB   |
| Bild gesucht BW                           | Wohnhaus                                  | Bad Homburg, Ludwigstraße 2 LageFlur: 17, Flurstück: 2 | |                        | 8157 DDB   |
| Bild gesucht BW                           | Wohnhaus                                  | Bad Homburg, Ludwigstraße 4 LageFlur: 17, Flurstück: 100/3                                                                                                | | 1885                   | 8159 DDB   |
| Bild gesucht BW                           | Wohnhaus                                  | Bad Homburg, Ludwigstraße 8 LageFlur: 17, Flurstück: 5 | | 1856                   | 8161 DDB   |
| Bild gesucht BW                           | Wohnhaus                                  | Bad Homburg, Ludwigstraße 10 LageFlur: 17, Flurstück: 6                                                                                                   | | 1854                   | 8163 DDB   |
| Bild gesucht BW                           | Wohnhaus                                  | Bad Homburg, Ludwigstraße 12 LageFlur: 17, Flurstück: 7/1                                                                                                 | | 1895                   | 8165 DDB   |

### M
| Bild             | Bezeichnung        | Lage | Beschreibung | Bauzeit       | Objekt-Nr. |
| ---------------- | ------------------ | --- | ------------ | ------------- | ---------- |
| weitere Bilder   | Kleiner Tannenwald | Bad Homburg, Mariannenweg 36, Leopoldsweg 46, Kleiner Tannenwald LageFlur: 28, Flurstück: 30/9, 30/10, 30/11, 30/12 |              |               | 8167 DDB   |
| Fachwerkwohnhaus | Fachwerkwohnhaus   | Bad Homburg, Mußbachstraße 19 LageFlur: 12, Flurstück: 177                                                          |              |               | 8174 DDB   |
| Fachwerkwohnhaus | Fachwerkwohnhaus   | Bad Homburg, Mußbachstraße 21/23 LageFlur: 12, Flurstück: 178, 179                                                  |              | 1625 bis 1675 | 8176 DDB   |
| Fachwerkwohnhaus | Fachwerkwohnhaus   | Bad Homburg, Mußbachstraße 25 LageFlur: 12, Flurstück: 180/4                                                        |              | 1625 bis 1675 | 8178 DDB   |

### N
| Bild            | Bezeichnung         | Lage                                                          | Beschreibung | Bauzeit       | Objekt-Nr. |
| --------------- | ------------------- | ------------------------------------------------------------- | ------------ | ------------- | ---------- |
| Bild gesucht BW | Rest der Stadtmauer | Bad Homburg, Neue Mauerstraße 4 LageFlur: 10, Flurstück: 35/6 |              | 1425 bis 1475 | 8182 DDB   |
| Bild gesucht BW | Wohnhaus            | Bad Homburg, Neue Mauerstraße 13 LageFlur: 10, Flurstück: 238 |              | 1864          | 8184 DDB   |

### O
| Bild                 | Bezeichnung          | Lage                                                           | Beschreibung | Bauzeit       | Objekt-Nr. |
| -------------------- | -------------------- | -------------------------------------------------------------- | ------------ | ------------- | ---------- |
| Fachwerkwohnhaus     | Fachwerkwohnhaus     | Bad Homburg, Obergasse 2 LageFlur: 12, Flurstück: 84           |              | 1695 bis 1705 | 8222 DDB   |
| Wohnhaus             | Wohnhaus             | Bad Homburg, Obergasse 3 LageFlur: 10, Flurstück: 34/2         |              |               | 8224 DDB   |
| Fachwerkwohnhaus     | Fachwerkwohnhaus     | Bad Homburg, Obergasse 4 LageFlur: 12, Flurstück: 83/1         |              | 1525 bis 1575 | 8226 DDB   |
| Wohnhaus             | Wohnhaus             | Bad Homburg, Obergasse 5 LageFlur: 10, Flurstück: 223/33       |              |               | 8228 DDB   |
| Bild gesucht BW      | Reste der Stadtmauer | Bad Homburg, Obergasse 6 LageFlur: 12, Flurstück: 82/1         |              |               | 8230 DDB   |
| Wohnhaus             | Wohnhaus             | Bad Homburg, Obergasse 9/11 LageFlur: 10, Flurstück: 193/31    |              |               | 8232 DDB   |
| Wohnhaus und Scheune | Wohnhaus und Scheune | Bad Homburg, Orangeriegasse 2 LageFlur: 12, Flurstück: 422/226 |              |               | 8234 DDB   |
| Wohnhaus             | Wohnhaus             | Bad Homburg, Orangeriegasse 4 LageFlur: 12, Flurstück: 227     |              |               | 8236 DDB   |

### R
| Bild                                                     | Bezeichnung                                              | Lage                                                                      | Beschreibung                                                        | Bauzeit       | Objekt-Nr. |
| -------------------------------------------------------- | -------------------------------------------------------- | ------------------------------------------------------------------------- | ------------------------------------------------------------------- | ------------- | ---------- |
| weitere Bilder                                           | Rest der ehemaligen Schlossmauer                         | Bad Homburg, Rathausstraße o. Nr. LageFlur: 12, Flurstück: 73/2           |                                                                     | 1325 bis 1375 | 8350 DDB   |
| weitere Bilder                                           | Rathausturm                                              | Bad Homburg, Rathausstraße o. Nr. LageFlur: 12, Flurstück: 74/3           | Der Rathausturm ist Teil der Stadtbefestigung des 14. Jahrhunderts. |               | 8268 DDB   |
| Wohnhaus                                                 | Wohnhaus                                                 | Bad Homburg, Rathausstraße 1 LageFlur: 12, Flurstück: 66                  |                                                                     |               | 8254 DDB   |
| Landgraf Ludwig-Schule/ehemalige Allgemeine Bürgerschule | Landgraf Ludwig-Schule/ehemalige Allgemeine Bürgerschule | Bad Homburg, Rathausstraße 2/4/6 LageFlur: 12, Flurstück: 86/1            |                                                                     |               | 8256 DDB   |
| Wohn- und Geschäftshaus                                  | Wohn- und Geschäftshaus                                  | Bad Homburg, Rathausstraße 3 LageFlur: 12, Flurstück: 67                  |                                                                     |               | 8258 DDB   |
| Wohn- und Geschäftshaus                                  | Wohn- und Geschäftshaus                                  | Bad Homburg, Rathausstraße 5 LageFlur: 12, Flurstück: 68                  |                                                                     |               | 8260 DDB   |
| Fachwerkwohnhaus                                         | Fachwerkwohnhaus                                         | Bad Homburg, Rathausstraße 8 LageFlur: 12, Flurstück: 94/3                |                                                                     |               | 8262 DDB   |
| Kindergarten                                             | Kindergarten                                             | Bad Homburg, Rathausstraße 11 LageFlur: 12, Flurstück: 72/7               |                                                                     | 1845          | 8266 DDB   |
| Fachwerkwohnhaus                                         | Fachwerkwohnhaus                                         | Bad Homburg, Rathausstraße 12 LageFlur: 12, Flurstück: 96                 |                                                                     | 1725 bis 1775 | 8269 DDB   |
| Fachwerkwohnhaus                                         | Fachwerkwohnhaus                                         | Bad Homburg, Rathausstraße 17 LageFlur: 12, Flurstück: 85                 |                                                                     | 1585          | 8271 DDB   |
| Denkmal Rind                                             | Denkmal Rind                                             | Bad Homburg, Rind'sche-Stift-Straße o. Nr. LageFlur: 10, Flurstück: 111/2 |                                                                     | 1898          | 8295 DDB   |
| Fachwerkwohnhaus                                         | Fachwerkwohnhaus                                         | Bad Homburg, Rind'sche-Stift-Straße 1 LageFlur: 12, Flurstück: 97         |                                                                     |               | 8273 DDB   |
| weitere Bilder                                           | Fachwerkwohnhaus                                         | Bad Homburg, Rind'sche-Stift-Straße 2 LageFlur: 10, Flurstück: 71/2       |                                                                     |               | 8275 DDB   |
| Fachwerkwohnhaus                                         | Fachwerkwohnhaus                                         | Bad Homburg, Rind'sche-Stift-Straße 7 LageFlur: 12, Flurstück: 100/2      |                                                                     |               | 8277 DDB   |
| Fachwerkwohnhaus                                         | Fachwerkwohnhaus                                         | Bad Homburg, Rind'sche-Stift-Straße 9 LageFlur: 12, Flurstück: 108        |                                                                     |               | 8279 DDB   |
| Bild gesucht BW                                          | Gewölbekeller                                            | Bad Homburg, Rind'sche-Stift-Straße 12 LageFlur: 10, Flurstück: 78/1      |                                                                     |               | 952730     |
| weitere Bilder                                           | Fachwerkwohnhaus                                         | Bad Homburg, Rind'sche-Stift-Straße 15 LageFlur: 12, Flurstück: 119/1     |                                                                     |               | 8281 DDB   |
| weitere Bilder                                           | Fachwerkwohnhaus                                         | Bad Homburg, Rind'sche-Stift-Straße 16 LageFlur: 10, Flurstück: 80        |                                                                     | 1508          | 8283 DDB   |
| Fachwerkwohnhaus                                         | Fachwerkwohnhaus                                         | Bad Homburg, Rind'sche-Stift-Straße 26 LageFlur: 10, Flurstück: 89        |                                                                     |               | 8285 DDB   |
| Fachwerkwohnhaus                                         | Fachwerkwohnhaus                                         | Bad Homburg, Rind'sche-Stift-Straße 28 LageFlur: 10, Flurstück: 88        |                                                                     |               | 8287 DDB   |
| Fachwerkwohnhaus                                         | Fachwerkwohnhaus                                         | Bad Homburg, Rind'sche-Stift-Straße 30 LageFlur: 10, Flurstück: 95        |                                                                     |               | 8289 DDB   |
| Fachwerkwohnhaus                                         | Fachwerkwohnhaus                                         | Bad Homburg, Rind'sche-Stift-Straße 32 LageFlur: 10, Flurstück: 96/2      |                                                                     |               | 8291 DDB   |
| Fachwerkwohnhaus                                         | Fachwerkwohnhaus                                         | Bad Homburg, Rind'sche-Stift-Straße 36 LageFlur: 10, Flurstück: 101       |                                                                     | 1725 bis 1775 | 8293 DDB   |

### S
| Bild                    | Bezeichnung                                          | Lage                                                                          | Beschreibung | Bauzeit                | Objekt-Nr. |
| ----------------------- | ---------------------------------------------------- | ----------------------------------------------------------------------------- | --- | ---------------------- | ---------- |
| weitere Bilder          | ehem. Protestantischer Friedhof / Heiliggrab-Kapelle | Bad Homburg, Saalburgstraße o. Nr. LageFlur: 50, Flurstück: 44/1, 44/4        | Das ursprünglich 1490 in Gelnhausen erbaute Heilige Grab musste dort dem Straßenbau weichen, wurde 1825 abgetragen und in Bad Homburg wieder aufgebaut.                                                                                         | 1682                   | 8324 DDB   |
| Fachwerkwohnhaus        | Fachwerkwohnhaus                                     | Bad Homburg, Schmidtgasse 1 LageFlur: 12, Flurstück: 89                       | | 1695 bis 1705          | 8330 DDB   |
| Villa                   | Villa                                                | Bad Homburg, Schöne Aussicht 2 LageFlur: 17, Flurstück: 59                    | | Anfang 19. Jahrhundert | 8332 DDB   |
| weitere Bilder          | Villa                                                | Bad Homburg, Schöne Aussicht 4 LageFlur: 17, Flurstück: 153/58                | | Anfang 19. Jahrhundert | 8334 DDB   |
| weitere Bilder          | Villa mit Ausstattung                                | Bad Homburg, Schöne Aussicht 6 LageFlur: 17, Flurstück: 57/3                  | Um 1877/78 erbaute, spätklassizistische Villa Fürstenruhe. Das Haus war als Gästehaus des Hotels "Vier Jahreszeiten" genutzt und beherbergte unter anderem 1883 den Kronprinzen Friedrich, 1887 den König von Sachsen, und König Chulalongkorn. | 1878                   | 8336 DDB   |
| weitere Bilder          | Villa                                                | Bad Homburg, Schöne Aussicht 20 LageFlur: 18, Flurstück: 94/3                 | | Ende 19. Jahrhundert   | 8338 DDB   |
| Villa                   | Villa                                                | Bad Homburg, Schöne Aussicht 22 LageFlur: 18, Flurstück: 93/2                 | |                        | 8340 DDB   |
| Villa mit Hintergebäude | Villa mit Hintergebäude                              | Bad Homburg, Schöne Aussicht 24 LageFlur: 18, Flurstück: 93/5                 | | 1795 bis 1805          | 8342 DDB   |
| Fachwerkwohnhaus        | Fachwerkwohnhaus                                     | Bad Homburg, Schulberg 1 LageFlur: 12, Flurstück: 224/1                       | | 1738                   | 8344 DDB   |
| Fachwerkwohnhaus        | Fachwerkwohnhaus                                     | Bad Homburg, Schulberg 3 LageFlur: 12, Flurstück: 225/3                       | | 1600                   | 8346 DDB   |
| Fachwerkwohnhaus        | Fachwerkwohnhaus                                     | Bad Homburg, Schulberg 6 LageFlur: 12, Flurstück: 62/3                        | Seit 1680 wird das Gasthaus Zum Einhorn in den Unterlagen der Stadtrechnung erwähnt. | 1682 bis 1692          | 8348 DDB   |
| Fachwerkwohnhaus        | Fachwerkwohnhaus                                     | Bad Homburg, Schulberg 7/9 LageFlur: 12, Flurstück: 222/1                     | | 1904                   | 8352 DDB   |
| Fachwerkwohnhaus        | Fachwerkwohnhaus                                     | Bad Homburg, Schulberg 8 LageFlur: 12, Flurstück: 63                          | |                        | 8354 DDB   |
| Wohn- und Geschäftshaus | Wohn- und Geschäftshaus                              | Bad Homburg, Schulberg 11 LageFlur: 12, Flurstück: 219/1                      | |                        | 8356 DDB   |
| weitere Bilder          | Wohn- und Geschäftshaus                              | Bad Homburg, Schulberg 13 LageFlur: 12, Flurstück: 218/2                      | | 1908                   | 8358 DDB   |
| Wohnhaus                | Wohnhaus                                             | Bad Homburg, Schwedenpfad 8 LageFlur: 16, Flurstück: 32/1                     | | 1857 bis 1867          | 8360 DDB   |
| Wohnhaus                | Wohnhaus                                             | Bad Homburg, Schwedenpfad 10 LageFlur: 16, Flurstück: 8                       | | 1863                   | 8362 DDB   |
| Wohnhaus                | Wohnhaus                                             | Bad Homburg, Schwedenpfad 12 LageFlur: 16, Flurstück: 7                       | | 1858 bis 1868          | 8364 DDB   |
| Villa                   | Villa                                                | Bad Homburg, Schwedenpfad 14 LageFlur: 11, Flurstück: 35                      | | 1857                   | 8366 DDB   |
| Villa                   | Villa                                                | Bad Homburg, Schwedenpfad 16 LageFlur: 11, Flurstück: 34                      | | 1857                   | 8368 DDB   |
| Villa und Nebengebäude  | Villa und Nebengebäude                               | Bad Homburg, Schwedenpfad 18 LageFlur: 11, Flurstück: 33                      | | 1855                   | 8370 DDB   |
| Villa                   | Villa                                                | Bad Homburg, Schwedenpfad 20 LageFlur: 11, Flurstück: 32                      | | 1856                   | 8372 DDB   |
| Saalburg / Jupitersäule | Saalburg / Jupitersäule                              | Bad Homburg, Stadtwald (bei der Saalburgchaussee) LageFlur: 1, Flurstück: 1/1 | | 1912                   | 8316 DDB   |

### T
| Bild            | Bezeichnung                                     | Lage | Beschreibung                                                                                   | Bauzeit       | Objekt-Nr. |
| --------------- | ----------------------------------------------- | --- | ---------------------------------------------------------------------------------------------- | ------------- | ---------- |
| Bild gesucht BW | Tannenwaldallee                                 | Bad Homburg, Tannenwaldallee o. Nr., Mariannenweg LageFlur: 27, 28, 31, 47, 48, Flurstück: 177/6, 177/7, 177/9, 178/21, 136, 142/2, 142/3, 142/5, 12, 33       |                                                                                                | 1821          | 8398 DDB   |
| Forsthaus       | Forsthaus                                       | Bad Homburg, Tannenwaldallee 16 LageFlur: 27, Flurstück: 5/8                                                                                                   | Als Ersatz für die 1906 abgebrochene Oberförsterei an der Dorotheenstraße 1 erbautes Forsthaus |               | 8400 DDB   |
| Bild gesucht BW | Gartengebäude                                   | Bad Homburg, Tannenwaldallee 48, 50, Gustavsgarten LageFlur: 28, Flurstück: 162/9, 9/1                                                                         |                                                                                                | 1830          | 8406 DDB   |
| Villa           | Villa                                           | Bad Homburg, Tannenwaldallee 49 LageFlur: 29, Flurstück: 108/2                                                                                                 |                                                                                                | 1915 bis 1925 | 8404 DDB   |
| weitere Bilder  | Villa Wertheimer mit Park (ehem. Gustavsgarten) | Bad Homburg, Tannenwaldallee 50, Mariannenweg 31, 33, Gustavsgarten LageFlur: 27, 28, Flurstück: 162/3, 10, 11, 12, 145, 161/9, 162/9, 171/13, 27/1, 27/2, 9/1 |                                                                                                | 1900          | 8408 DDB   |
| Gotisches Haus  | Gotisches Haus                                  | Bad Homburg, Tannenwaldweg 102 LageFlur: 32, Flurstück: 182 |                                                                                                | 1822          | 8410 DDB   |

### U
| Bild           | Bezeichnung | Lage                                                     | Beschreibung | Bauzeit | Objekt-Nr. |
| -------------- | ----------- | -------------------------------------------------------- | ------------ | ------- | ---------- |
| weitere Bilder | Hotel       | Bad Homburg, Untergasse 1 LageFlur: 12, Flurstück: 169/1 |              | 1905    | 8414 DDB   |

### V
| Bild           | Bezeichnung | Lage | Beschreibung | Bauzeit | Objekt-Nr. |
| -------------- | ----------- | --- | ------------ | ------- | ---------- |
| weitere Bilder | Kurpark     | Bad Homburg und Kirdorf, Viktoriaweg, Schwedenpfad, Paul-Ehrlich-Weg 5, Lindenweg, Kirdorfer Bach, Kaiser-Wilhelm-Jubiläumspark, Kaiser-Friedrich-Promenade, Im Salzgrund, Castillostraße, Augustaallee LageFlur: 2, 9, 16, 17, 18, 35, Flurstück: 249, 2, 240/4, 241/4, 243/9, 245/67, 247/4, 249/9, 263/7, 294/7, 295/67, 62/1, 62/2, 63/5, 64/1, 35/11, 79, 68, 114/1, 10/16, 72/2, 75/1, 89 |              |         | 7983 DDB   |

### W
| Bild                            | Bezeichnung                     | Lage                                                                    | Beschreibung | Bauzeit              | Objekt-Nr. |
| ------------------------------- | ------------------------------- | ----------------------------------------------------------------------- | ------------ | -------------------- | ---------- |
| Kriegerdenkmal                  | Kriegerdenkmal                  | Bad Homburg, Waisenhausstraße o. Nr. LageFlur: 15, Flurstück: 107       |              | 1871                 | 8428 DDB   |
| Wohnhaus                        | Wohnhaus                        | Bad Homburg, Waisenhausstraße 1 LageFlur: 16, Flurstück: 49/1           |              | 1742                 | 8430 DDB   |
| Wohnhaus                        | Wohnhaus                        | Bad Homburg, Waisenhausstraße 4 LageFlur: 15, Flurstück: 76             |              |                      | 8432 DDB   |
| Wohnhaus                        | Wohnhaus                        | Bad Homburg, Waisenhausstraße 10 LageFlur: 15, Flurstück: 82            |              |                      | 8436 DDB   |
| Wohnhaus                        | Wohnhaus                        | Bad Homburg, Waisenhausstraße 11 LageFlur: 16, Flurstück: 104/54        |              |                      | 8438 DDB   |
| Wohnhaus                        | Wohnhaus                        | Bad Homburg, Waisenhausstraße 20 LageFlur: 15, Flurstück: 87            |              |                      | 8440 DDB   |
| Wohnhaus                        | Wohnhaus                        | Bad Homburg, Wallstraße 8 LageFlur: 12, Flurstück: 57                   |              |                      | 827557     |
| weitere Bilder                  | Wohnhaus                        | Bad Homburg, Wallstraße 14 LageFlur: 12, Flurstück: 53/2                |              |                      | 8448 DDB   |
| Wohnhaus                        | Wohnhaus                        | Bad Homburg, Wallstraße 16 LageFlur: 12, Flurstück: 51/6                |              |                      | 8450 DDB   |
| ehem. Elektrizitätswerk         | ehem. Elektrizitätswerk         | Bad Homburg, Wallstraße 26 LageFlur: 12, Flurstück: 45/5                |              | 1897                 | 8452 DDB   |
| ehem. jüdisches Gemeindezentrum | ehem. jüdisches Gemeindezentrum | Bad Homburg, Wallstraße 29 LageFlur: 12, Flurstück: 383/36              |              | 1764                 | 8454 DDB   |
| Bild gesucht BW                 | Villa mit Nebengebäude          | Bad Homburg, Wilhelm-Meister-Straße 1 LageFlur: 34, Flurstück: 197/19   |              | Ende 19. Jahrhundert | 8464 DDB   |
| Bild gesucht BW                 | Villa Asser                     | Bad Homburg, Wilhelm-Meister-Straße 4 LageFlur: 34, Flurstück: 12       |              | 1897                 | 926436 DDB |
| Bild gesucht BW                 | Villa                           | Bad Homburg, Wilhelm-Meister-Straße 6 LageFlur: 34, Flurstück: 11       |              | 1898                 | 8466 DDB   |
| Bild gesucht BW                 | Doppelhausvilla                 | Bad Homburg, Wilhelm-Meister-Straße 8/10 LageFlur: 34, Flurstück: 10, 9 |              |                      | 8468 DDB   |

## Ehemalige Denkmäler

### Dorotheenstraße 34 (Hölderlin-Haus)
Das Haus in der Hölderlinstraße 34 (die Hausnummer war früher die 36) wurde im frühen 18. Jahrhundert erbaut. Kulturhistorische Bedeutung hat es vor allem dadurch erfahren, dass Friedrich Hölderlin ab dem 26. Juni 1804 als Untermieter des Schweizer Uhrmachers Frédéric Calame in diesem Haus lebte. Aufgrund seines auffälligen, zeitweise lärmenden Verhaltens musste er im Sommer 1805 in ein anderes Haus in der Haingasse umziehen. Das Haus wurde als privates Wohnhaus genutzt und war nach dem Zweiten Weltkrieg in so schlechtem Zustand, dass 1954 die CDU-Stadtverordnete Maria Bringezu einen Antrag stellte, die Stadt möge das Haus erwerben, um es zu retten. 1959 wurde das Haus unter Denkmalschutz gestellt. Es dauere aber bis 1981, bis die Stadt das Haus für 60.000 Mark erwarb. Ein Gutachten ergab dann jedoch, dass die Bausubstanz so marode sei, dass eine Sanierung nicht mehr möglich sei. Mit Zustimmung des Denkmalschutzamtes wurde das Haus im November 1983 abgerissen. Der Neubau nimmt die Formen des historischen Hauses, insbesondere die Eingangstür in der Mitte des Hauses, auf. Lediglich diese Eingangstür konnte aus dem Ursprungshaus übernommen werden. Im Haus sind heute 6 Wohnungen untergebracht, von denen eine von Hölderlin-Forschern genutzt wird.